# Francuska Szkoła Biblijna i Archeologiczna w Jerozolimie
École biblique et archéologique française de Jérusalem (École Biblique) – najstarsza katolicka uczelnia w Jerozolimie, założona w 1890 roku przy klasztorze dominikańskim przez Marie-Josepha Lagrange’a na życzenie papieża Leona XIII. Szkoła zajmuje się badaniami biblijnymi, szczególnie w zakresie archeologii biblijnej i egzegezy oraz przygotowaniem wykładowców nauk biblijnych. Szkoła wydaje Biblię jerozolimską.

## Historia
Pomysł utworzenia Szkoły zaczął być realizowany, kiedy w lutym 1889 r. prowincjał dominikański w Tuluzie zdecydował o wysłaniu ojca Marie-Joseph Lagrange’a do dominikańskiego konwentu św. Szczepana w Jerozolimie, w celu założenia szkoły biblijnej.

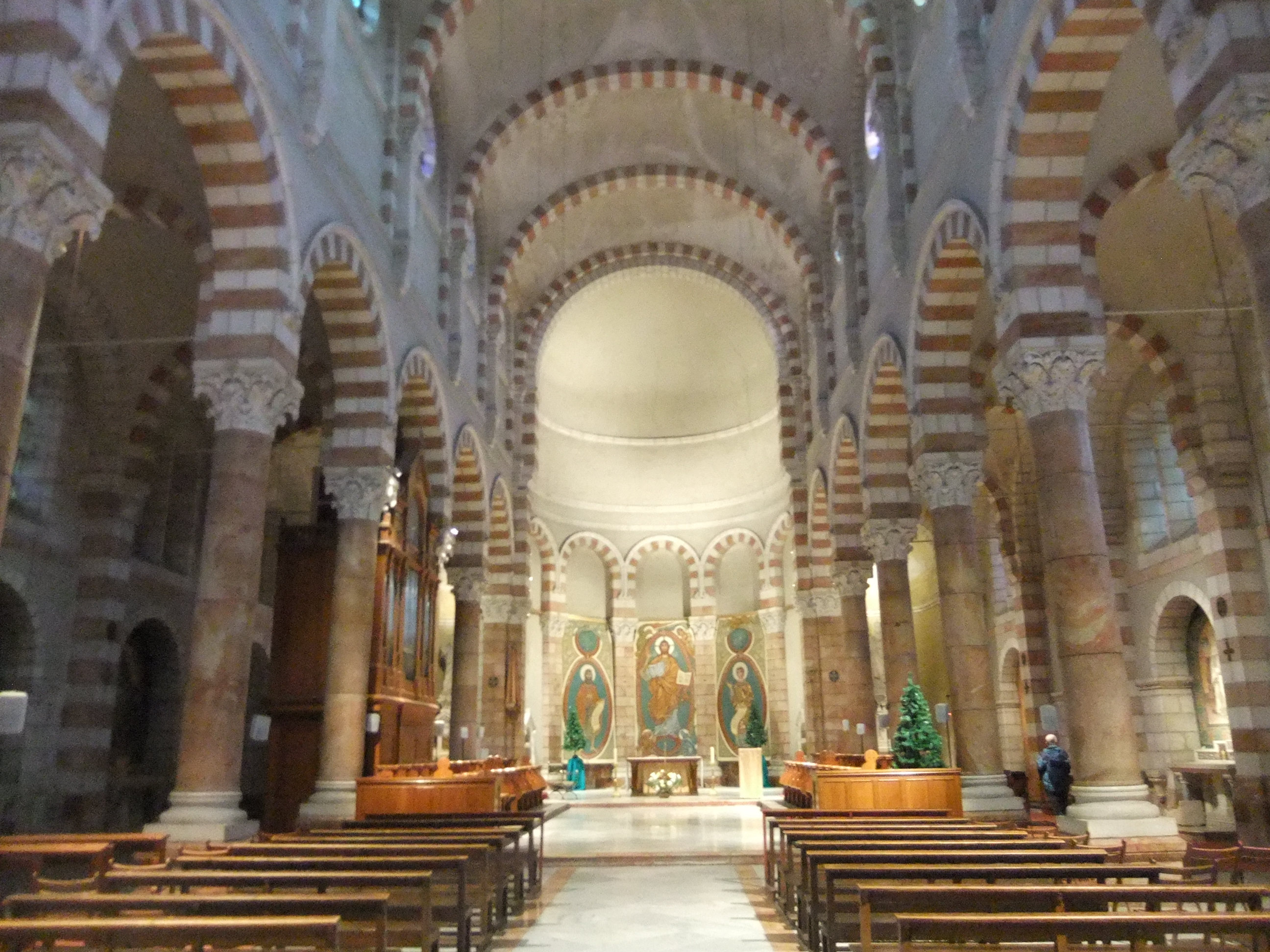
Wnętrze Bazyliki św. Szczepana przy École biblique

Przybył do Jerozolimy w 1890 r. Pierwszy kontakt z Ziemią świętą ogromnie poruszył o. Lagrange’em:

Muszę powiedzieć (...), że byłem poruszony, prawdziwie pochwycony, porwany przez tę świętą ziemię, pozostawiony sam sobie, by rozkoszować się historią czasów odległych. Tak bardzo kochałem księgę /Biblii/, teraz kontemplowałem kraj! Nie pojawił się we mnie nawet cień wątpliwości, że studia biblijne w Palestynie będą możliwe

Inauguracja działalności École pratique d’études bibliques (Szkoły praktycznej studiów biblijnych) miała miejsce 15 listopada 1890 r. Ojciec Lagrange wkrótce potem, w 1892 r., utworzył czasopismo Revue biblique. W 1897 r. zainicjował kongres we Fryburgu, w 1900 r. zapoczątkował serię wydawniczą Études bibliques, a w 1902 r. konferencje w Tuluzie.
Ojciec Lagrange zastosował do studiów biblijnych metodę historyczno-krytyczną. Była ona wówczas nowością w biblijnych studiach katolickich. Został posądzony o modernizm i racjonalizm, w wyniku czego otrzymał od władz kościelnych zakaz publikowania oraz w 1907 r. i następnie w 1911 upomnienie. Przyjął te sankcje z pokorą.
W 1914 r., gdy Palestyna dostała się pod panowanie osmańskie, został wydalony z kraju. Wyjechał do Paryża, gdzie kontynuował swe badania i publikacje. Kursy w szkole biblijnej zostały wznowione po wojnie. Zaczęli je prowadzić także profesorzy – uczniowie Ojca Lagrange’a. Podjęto współpracę z francuską Akademią Inskrypcji i Literatury Pięknej, która – zamierzając otworzyć szkołę archeologiczną w Jerozolimie – ostatecznie zdecydowała włączyć się w prace Szkoły biblijnej. Od 1920 r. szkoła  przyjęła nazwę Francuskiej szkoły biblijnej i archeologicznej w Jerozolimie.
Ojciec Paul Dhorme przejął kierownictwo Szkoły i Revue biblique. Ojciec Lagrange mógł poświęcić się pisaniu komentarzy do Ewangelii, chociaż w 1931 r. zmuszony był podjąć kierownictwo szkoły i pisma na nowo aż do 1935 r., kiedy z powodów zdrowotnych musiał powrócić do Francji.
Od 1933 r. ze szkołą ściśle związany był o. Roland de Vaux OP, będąc najpierw jej studentem, następnie wykładowcą, a od 1945 do 1965 r. dyrektorem. Specjalizował się w archeologii biblijnej. Brał udział w wykopaliskach w Jerozolimie na Ofelu oraz kierował wykopaliskami w Tell el-Fra'ah (w pobliżu Nablus), utożsamianym z biblijną Tirsą, odkrył Kiriat Jearim związane z Arką Przymierza oraz Sadzawkę Owczą w Jerozolimie. Sławę międzynarodową przyniosły mu prace prowadzone w Chirbet Kumran.
Inną postacią związaną ze szkołą był o. Pierre Benoit OP, dyrektor w latach 1964-1972 i redaktor koordynujący przekład i wydanie Biblii jerozolimskiej.
W latach 1982–1984 dyrektorem École biblique był o. François Refoulé OP.